# Retrato de un monje trinitario
Retrato de un monje trinitario es una obra del Greco, fechada aproximadamente entre 1605 y 1610, y realizada en óleo sobre lienzo. Consta con el número 111 en el catálogo razonado realizado por el profesor e historiador del arte Harold Wethey, especializado en este pintor.. Consta con la referencia 52-23 en el catálogo del Museo de arte Nelson-Atkins.

## Introducción
Este lienzo, junto con el Retrato de un maestro, son las únicas obras que han llegado hasta la actualidad, en las que el Greco representa a un personaje grueso. Según Gregorio Marañón, El Greco habría hecho tres retratos de Hortensio Félix Paravicino, de los cuales este lienzo sería el tercero. Pero en las dos primeras versiones, El Greco representa a un varón joven y bastante agraciado, y en cambio en este otro, como resultado del paso del tiempo, muestra a un hombre relleno, que necesita gafas y, en resumen, es "ya maduro y ajamonado" (sic).

## Análisis de la obra
- Firmado en el brazo del sillón, en la parte inferior derecha, con pequeñas letras griegas en cursiva: doménikos theotokópoulos e'poiei.
- Pintura al óleo sobre lienzo; 36 3/8 x 33 5/8 inches (92.39 x 85.41 cm); 1609 circa; Museo de arte Nelson-Atkins; Kansas City (Misuri)

El personaje es retratado de tres cuartos, sentado en un sillón de cuero clavado en la madera, que tiene adornos en los extremos. Viste un hábito blanco, sobre el cual lleva una capa de color marrón oscuro, que se extiende sobre su cabeza formando una capucha. En el hábito blanco, hay una Cruz de Malta, con los brazos horizontales azules, y los verticales rosas. La mano derecha del fraile reposa sobre el brazo del sillón, mientras que la izquierda sostiene sus gafas con el estuche.

### Estado de conservación
Esta obra se encontraba completamente repintada cuando fue adquirida por el Museo de Arte Nelson-Atkins, e incluso la forma del sillón había sido alterada. Durante las restauraciones, se eliminaron las capas repintadas y aparecieron varios daños. Actualmente, ha perdido casi totalmente sus veladuras, especialmente en las manos y en el rostro, y la superficie pictórica en general está fragmentada. Por todo ello, solamente da una vaga idea de la maestría del Greco.

## Procedencia
- Andrés Avelino de Salabert y Arteaga, octavo Marqués de la Torrecilla (1864-1925) Madrid, como Retrato de un trinitario calzado, aprox. 1908-25
- Por descendencia, a su sobrino, Luis Jesús Fernández de Córdoba y Salabert, 17è. Duque de Medinaceli y décimo Marqués de la Torrecilla, 1925-1950;
- Comprado a Fernández de Córdoba y Salabert por Wildenstein and Co., New York, 1950-1952
- Comprado a Wildestein por el Nelson-Atkins Museum of Art, Kansas City, MO, 1952.[1]